# Morti il 10 agosto
| Questa pagina contiene informazioni ricavate automaticamente dalle voci biografiche con l'ausilio del template Bio e di un bot. L'aggiornamento è periodico e automatico e ricostruisce completamente la pagina. Se manca una persona in questa lista, sei pregato di non aggiungerla, ma accertati piuttosto che la sua voce biografica contenga il template Bio e che i dati anagrafici siano correttamente compilati. Se il template Bio manca, inseriscilo tu stesso o, in alternativa, metti l'avviso {{tmp\|Bio}} che ne segnala la mancanza. Se i dati riportati sono sbagliati, correggi direttamente la voce biografica; le modifiche saranno visibili in questa lista entro pochi giorni. Per chiarimenti vedi il progetto biografie. La lista contiene solo le 501 persone che sono citate nell'enciclopedia e per le quali è stato implementato correttamente il template Bio. Pagina aggiornata al 13 ago 2025. |

## V secolo a.C.(1)
- 480 a.C. - Eurito di Sparta, militare spartano

## III secolo(1)
- 258 - San Lorenzo, santo romano (n. 225)

## IV secolo(1)
- 353 - Magnenzio, generale romano (n. 303)

## IX secolo(1)
- 847 - Al-Wathiq, califfo (n. 812)

## X secolo(3)
- 928 - Nokterio, vescovo italiano
- 955 - Corrado il Rosso, nobile tedesco
- 955 - Fajsz d'Ungheria

## XI secolo(1)
- 1051 - Drogone d'Altavilla, condottiero normanno

## XII secolo(2)
- 1128 - Fujiwara no Kiyohira, militare giapponese (n. 1056)
- 1190 - Goffredo III di Lovanio, duca (n. 1142)

## XIII secolo(6)
- 1202 - Ulrico II di Carinzia, nobile tedesco
- 1219 - Gaucher IV di Mâcon, nobile francese
- 1241 - Eleonora di Bretagna, nobile britannica
- 1270 - Alan la Zouche, cavaliere medievale e nobile britannico (n. 1205)
- 1284 - Tekuder, sovrano mongolo
- 1294 - Latino Malabranca Orsini, cardinale italiano (n. 1235)

## XIV secolo(8)
- 1304 - Martino di Dacia, presbitero, filosofo e teologo danese
- 1309 - Giovanni Boccamazza, cardinale e arcivescovo cattolico italiano
- 1328 - Giovanni di Nassau-Dillenburg, nobile tedesco
- 1339 - Aicardo Antimiani, arcivescovo cattolico italiano
- 1345 - Rolando de' Rossi, generale italiano
- 1346 - Filippo di Borgogna, conte (n. 1323)
- 1388 - Robin von Eltz
- 1389 - Pierre Amiehl de Brénac, cardinale e arcivescovo cattolico francese

## XV secolo(7)
- 1482 - Amedeo da Silva, religioso portoghese
- 1487 - Gianfrancesco Mauruzzi, condottiero italiano
- 1487 - Roberto Sanseverino d'Aragona, nobile e condottiero italiano (n. 1418)
- 1490 - Pietro di Foix, arcivescovo cattolico, cardinale e religioso francese (n. 1449)
- 1493 - Udalrico Frundsberg, vescovo cattolico tedesco
- 1496 - Bernardo Contarini, nobile e militare italiano (n. 1451)
- 1500 - Serafino de' Ciminelli, poeta e musicista italiano (n. 1466)

## XVI secolo(17)
- 1510 - Castellino Visconti Aicardi, condottiero italiano
- 1525 - Giano Fregoso, doge (n. 1455)
- 1530 - Konstanty Ostrogski, nobile e militare polacco (n. 1460)
- 1534 - Tommaso De Vio, cardinale italiano (n. 1469)
- 1535 - Ippolito de' Medici, cardinale e arcivescovo cattolico italiano (n. 1511)
- 1536 - Francesco di Valois, duca francese (n. 1518)
- 1539 - Johannes Justus Lansperger, monaco cristiano e scrittore tedesco (n. 1489)
- 1540 - Ginevra Rangoni, nobile e poetessa italiana (n. 1487)
- 1541 - Hōjō Ujitsuna, militare giapponese (n. 1487)
- 1545 - Eleonora Gonzaga di Ludovico, nobildonna italiana
- 1554 - Shiba Yoshimune, militare giapponese (n. 1513)
- 1557 - Fabio Mignanelli, cardinale e vescovo cattolico italiano (n. 1496)
- 1563 - Francesco Pesenti, pittore italiano (n. 1515)
- 1564 - Miyoshi Nagayoshi, militare giapponese (n. 1522)
- 1588 - Bernardino Bricennio, vescovo cattolico italiano (n. 1513)
- 1590 - Hōjō Ujimasa, militare giapponese (n. 1538)
- 1590 - Hōjō Ujiteru, militare giapponese (n. 1539)

## XVII secolo(19)
- 1601 - Giovanni Alberti, pittore italiano (n. 1558)
- 1607 - Giacomo Menochio, giurista italiano (n. 1532)
- 1613 - Sallustio Tarugi, arcivescovo cattolico italiano
- 1616 - Pietro IV Celestri, nobile italiano (n. 1581)
- 1622 - Giovanni Battista Viola, pittore italiano (n. 1576)
- 1626 - Willem Backereel, pittore fiammingo (n. 1570)
- 1630 - Lorenzo Ratti, compositore e organista italiano
- 1637 - Edward King, poeta inglese (n. 1610)
- 1647 - Rodrigo Caro, poeta, storico e presbitero spagnolo (n. 1573)
- 1649 - Vittoria Farnese, duchessa (n. 1618)
- 1652 - Cornelis van Kittensteyn, incisore e disegnatore olandese (n. 1598)
- 1653 - Maarten Tromp, ammiraglio olandese (n. 1598)
- 1655 - Alfonso de la Cueva-Benavides y Mendoza-Carrillo, diplomatico e cardinale spagnolo (n. 1574)
- 1658 - Date Tadamune, militare giapponese (n. 1600)
- 1659 - Federico III di Holstein-Gottorp, duca (n. 1597)
- 1659 - Eleonora Ramirez de Montalvo, educatrice italiana (n. 1602)
- 1660 - Esmé Stewart, II duca di Richmond, nobile inglese (n. 1649)
- 1669 - Paulus Bor, pittore olandese (n. 1601)
- 1682 - Giovanni Sagredo, ambasciatore italiano (n. 1616)

## XVIII secolo(22)
- 1706 - Lorenzo Vaccaro, scultore, architetto e pittore italiano (n. 1655)
- 1713 - Giovanni Battista Visconti Aicardi, vescovo cattolico italiano (n. 1645)
- 1717 - Nicolaes Witsen, diplomatico, cartografo e scrittore olandese (n. 1641)
- 1722 - Giorgio Corner, cardinale e arcivescovo cattolico italiano (n. 1658)
- 1722 - Edvige del Palatinato-Neuburg, principessa (n. 1673)
- 1722 - Giovanni Battista Quadrio, architetto italiano (n. 1659)
- 1723 - Guillaume Dubois, cardinale e arcivescovo cattolico francese (n. 1656)
- 1731 - Bernardo Facini, astronomo e matematico italiano (n. 1665)
- 1743 - Lodovico Pico della Mirandola, cardinale italiano (n. 1668)
- 1744 - Nicolas Gédoyn, presbitero, traduttore e critico letterario francese (n. 1677)
- 1744 - Alessandro Knips Macoppe, medico italiano (n. 1662)
- 1745 - Grigorij Petrovič Černyšëv, ufficiale russo (n. 1672)
- 1759 - Ferdinando VI di Spagna, re spagnolo (n. 1713)
- 1763 - Domenico Maria Fratta, pittore e incisore italiano (n. 1696)
- 1779 - Henry Howard, XIII conte di Suffolk, nobile britannico (n. 1779)
- 1782 - Pasquale Bruscolini, sopranista italiano (n. 1718)
- 1782 - Vito Coco, storico, letterato e religioso italiano (n. 1723)
- 1784 - Allan Ramsay, pittore britannico (n. 1713)
- 1788 - Marianna Hercolani di Marsciano, nobile italiana (n. 1707)
- 1790 - John Gore, esploratore britannico
- 1790 - Marie Louise Mignot, letterata e musicista francese (n. 1712)
- 1796 - Federico Guglielmo di Hohenlohe-Kirchberg, generale austriaco (n. 1732)

## XIX secolo(76)
- 1802 - Ulrich Theodor Aepinus, fisico tedesco (n. 1724)
- 1802 - Antonio Lolli, violinista e compositore italiano
- 1803 - Angelo Maria Bandini, religioso, bibliotecario e collezionista d'arte italiano (n. 1726)
- 1806 - Michael Haydn, compositore austriaco (n. 1737)
- 1806 - Christian Kalkbrenner, compositore e musicologo tedesco (n. 1755)
- 1807 - Domingo Pérez de Grandallana y Sierra, ammiraglio spagnolo (n. 1753)
- 1808 - Jan Chrzciciel Albertrandi, storico, gesuita e bibliotecario polacco (n. 1731)
- 1813 - Francisco Antonio García Carrasco, militare spagnolo (n. 1742)
- 1817 - Francis Cabot Lowell, imprenditore statunitense (n. 1775)
- 1819 - François-Pierre Chaumeton, farmacista, botanico e medico francese (n. 1775)
- 1821 - Salvatore Viganò, ballerino, coreografo e compositore italiano (n. 1769)
- 1826 - August Schumann, editore, scrittore e lessicografo tedesco (n. 1773)
- 1827 - Willem Jacob Herreyns, pittore fiammingo (n. 1743)
- 1828 - Karl Franz von Lodron, vescovo cattolico austriaco (n. 1748)
- 1830 - Guglielmo Federico di Württemberg, nobile (n. 1761)
- 1830 - Pietro Vidoni, cardinale italiano (n. 1759)
- 1835 - Claus Schall, violinista, compositore e danzatore danese (n. 1757)
- 1836 - Pierre César Charles de Sercey, ammiraglio francese (n. 1753)
- 1837 - Carlo Botta, storico e politico italiano (n. 1766)
- 1837 - Traiano Domenico Roero, nobile italiano (n. 1767)
- 1838 - Stefano Sanvitale, politico e filantropo italiano (n. 1764)
- 1843 - Jakob Friedrich Fries, filosofo, fisico e matematico tedesco (n. 1773)
- 1844 - Aleksandra Nikolaevna Romanova, nobile russa (n. 1825)
- 1847 - Wolfgang Adam Töpffer, pittore e disegnatore svizzero (n. 1766)
- 1849 - Angelo Brunetti, patriota italiano (n. 1800)
- 1851 - Heinrich Paulus, teologo tedesco (n. 1761)
- 1851 - Alessandro Saluzzo di Monesiglio, militare e politico italiano (n. 1775)
- 1853 - Henry Greville, III conte di Warwick, politico inglese (n. 1779)
- 1855 - Agostino Reale, giurista e patriota italiano (n. 1790)
- 1859 - Jean de Chantelauze, politico e magistrato francese (n. 1787)
- 1859 - Pietro Valente, architetto e teorico dell'architettura italiano (n. 1794)
- 1861 - Nathaniel Lyon, generale statunitense (n. 1818)
- 1861 - Friedrich Julius Stahl, giurista tedesco (n. 1802)
- 1863 - Marija Nikolaevna Raevskaja, nobildonna russa (n. 1806)
- 1864 - Michele Alberto Bancalari, fisico italiano (n. 1805)
- 1864 - Antonio Somma, drammaturgo, librettista e poeta italiano (n. 1809)
- 1864 - Isaac Varian, politico statunitense (n. 1793)
- 1866 - Ignace Brice, pittore belga (n. 1795)
- 1867 - Carlo Milanesi, paleografo, archivista e letterato italiano (n. 1816)
- 1867 - Ruggero Pascoli, italiano (n. 1815)
- 1868 - Adah Isaacs Menken, attrice teatrale, pittrice e poetessa statunitense (n. 1835)
- 1869 - Giuseppe Dabormida, generale e politico italiano (n. 1799)
- 1869 - Athanase Dupré, matematico e fisico francese (n. 1808)
- 1869 - Stefano Romeo, patriota e politico italiano (n. 1819)
- 1870 - Joséphine Fodor, soprano francese (n. 1789)
- 1870 - Edoardo Perotti, pittore italiano (n. 1824)
- 1870 - Jules Pierre Rambur, medico e entomologo francese (n. 1801)
- 1871 - Antonio Busciolano, scultore italiano (n. 1822)
- 1872 - Emilio Balbo Bertone di Sambuy, nobile, agronomo e generale italiano (n. 1800)
- 1873 - Antonio Billia, giornalista e politico italiano (n. 1831)
- 1873 - Marie-Françoise Perroton, religiosa francese (n. 1796)
- 1874 - Augustin Theiner, storico, teologo e archivista tedesco (n. 1804)
- 1875 - Karl Andree, geografo tedesco (n. 1808)
- 1876 - Charles Elmé Francatelli, cuoco britannico (n. 1805)
- 1876 - Edward William Lane, orientalista, arabista e traduttore britannico (n. 1801)
- 1878 - Maria Virginia Fabroni, poetessa italiana (n. 1851)
- 1881 - Orville Hickman Browning, politico e avvocato statunitense (n. 1806)
- 1883 - Panfilo De Riseis, politico italiano (n. 1795)
- 1884 - Amalie Haizinger, attrice teatrale e cantante lirica tedesca (n. 1800)
- 1884 - Giacomo Savarese, economista e politico italiano (n. 1808)
- 1885 - Luigi della Noce, lessicografo, latinista e politico italiano (n. 1808)
- 1885 - James Wilson Marshall, statunitense (n. 1810)
- 1886 - Eduard Grell, compositore, organista e docente tedesco (n. 1800)
- 1887 - Arnold Morel-Fatio, storico e numismatico svizzero (n. 1813)
- 1890 - John Boyle O'Reilly, poeta, scrittore e attivista irlandese (n. 1844)
- 1890 - Samuel B. H. Vance, politico statunitense (n. 1814)
- 1891 - Eduard Petzold, architetto del paesaggio tedesco (n. 1815)
- 1892 - Federico de Comelli von Stuckenfeld, ingegnere e speleologo italiano (n. 1826)
- 1893 - Robert Cornelius, imprenditore e fotografo statunitense (n. 1809)
- 1895 - Felix Hoppe-Seyler, fisiologo e chimico tedesco (n. 1825)
- 1896 - Heinrich von Foullon-Norbeeck, geologo austriaco (n. 1850)
- 1896 - Ernst Götzinger, filologo e insegnante svizzero (n. 1837)
- 1896 - Otto Lilienthal, pioniere dell'aviazione tedesco (n. 1848)
- 1896 - Giovan Battista Palazzotto, architetto italiano (n. 1834)
- 1899 - Isidoro Verga, cardinale e vescovo cattolico italiano (n. 1832)
- 1900 - Ahmed Cevat Şakir Pascià, militare e politico ottomano (n. 1851)

## XX secolo(225)
- 1903 - William Meredith, compositore di scacchi statunitense (n. 1835)
- 1904 - Francesco Saverio Vollaro, patriota e politico italiano (n. 1827)
- 1904 - Wilhelm Withöft, ammiraglio russo (n. 1847)
- 1906 - Luigi Arnaldo Vassallo, giornalista e scrittore italiano (n. 1852)
- 1907 - Francesco Parona, medico e politico italiano (n. 1842)
- 1907 - Domenico Svampa, cardinale, principe e arcivescovo cattolico italiano (n. 1851)
- 1907 - Marko Vovčok, scrittrice ucraina (n. 1833)
- 1909 - Alfred Dick, dirigente sportivo e imprenditore svizzero (n. 1865)
- 1909 - Albert Augustus Pope, imprenditore statunitense (n. 1843)
- 1910 - Virgilio Alterocca, imprenditore italiano (n. 1853)
- 1910 - Joe Gans, pugile statunitense (n. 1874)
- 1910 - Sebastiano Zerbino, presbitero italiano (n. 1838)
- 1911 - Gaston Achille, schermidore francese (n. 1876)
- 1912 - Paul Wallot, architetto tedesco (n. 1841)
- 1913 - Johannes Linnankoski, scrittore e drammaturgo finlandese (n. 1869)
- 1915 - Henry Moseley, fisico britannico (n. 1887)
- 1915 - Francesco Rismondo, patriota e militare italiano (n. 1885)
- 1915 - Giuseppe Vannicola, violinista, traduttore e scrittore italiano (n. 1876)
- 1916 - Charles Dawson, archeologo britannico (n. 1864)
- 1916 - Romolo Romani, pittore italiano (n. 1884)
- 1916 - Nazario Sauro, comandante marittimo e patriota italiano (n. 1880)
- 1916 - Giuseppe Sinigaglia, canottiere e militare italiano (n. 1884)
- 1918 - Achille Borghi, generale italiano (n. 1858)
- 1918 - Alfred Haines, aviatore inglese (n. 1898)
- 1918 - Erich Löwenhardt, aviatore tedesco (n. 1897)
- 1918 - Will Thompson, arciere statunitense (n. 1848)
- 1919 - Umberto Calvello, aviatore italiano (n. 1897)
- 1919 - George Montgomerie, XV conte di Eglinton, nobile scozzese (n. 1848)
- 1920 - James O'Neill, attore irlandese (n. 1847)
- 1923 - Agostino Richelmy, cardinale e arcivescovo cattolico italiano (n. 1850)
- 1923 - Joaquín Sorolla, pittore spagnolo (n. 1863)
- 1924 - John James Stevenson, geologo statunitense (n. 1841)
- 1925 - Ol'ga Aleksandrovna Jur'evskaja, russa (n. 1873)
- 1926 - Guglielmo Aurini, scrittore e critico d'arte italiano (n. 1866)
- 1929 - Pierre Fatou, matematico francese (n. 1878)
- 1929 - Aletta Jacobs, medica olandese (n. 1854)
- 1931 - Richard von Wettstein, botanico austriaco (n. 1863)
- 1933 - Edmond Louis Dupain, pittore francese (n. 1847)
- 1933 - Pio Carlo Falletti, storico italiano (n. 1848)
- 1933 - Henriot, scrittore e disegnatore francese (n. 1857)
- 1934 - George W. Hill, regista e direttore della fotografia statunitense (n. 1895)
- 1934 - John Kane, pittore statunitense (n. 1860)
- 1935 - Kurt Regling, numismatico tedesco (n. 1897)
- 1936 - Julien Tiersot, compositore, etnologo e musicologo francese (n. 1857)
- 1937 - Eustaquio Ilundáin y Esteban, cardinale e arcivescovo cattolico spagnolo (n. 1862)
- 1938 - Nicola Parravano, chimico italiano (n. 1883)
- 1938 - Justo Suárez, pugile argentino (n. 1909)
- 1939 - Carlo Galimberti, sollevatore e vigile del fuoco italiano (n. 1894)
- 1939 - Hans Rehmann, attore svizzero (n. 1900)
- 1940 - Thomas Hughes, insegnante, crickettista e calciatore inglese (n. 1851)
- 1941 - Mario Amadori, chimico italiano (n. 1886)
- 1941 - Luciano Gavazzi, militare italiano (n. 1898)
- 1942 - Albert Guillaume, pittore francese (n. 1873)
- 1942 - Bruno Zelik, attore e militare italiano (n. 1903)
- 1943 - Franz Cisar, calciatore austriaco (n. 1908)
- 1943 - Axel Runström, pallanuotista e tuffatore svedese (n. 1883)
- 1943 - Enzo Tolu, militare italiano (n. 1913)
- 1944 - Giulio Casiraghi, partigiano italiano (n. 1899)
- 1944 - Giacomo Ferretti, dirigente d'azienda e politico italiano (n. 1862)
- 1944 - Vittorio Gasparini, partigiano italiano (n. 1913)
- 1944 - Anton Hegarty, mezzofondista britannico (n. 1892)
- 1944 - Salvatore Principato, antifascista italiano (n. 1892)
- 1944 - Fritz-Dietlof Graf von der Schulenburg, ufficiale e funzionario tedesco (n. 1902)
- 1945 - Robert Goddard, scienziato, ingegnere e docente statunitense (n. 1882)
- 1945 - Edouard Leys, missionario e vescovo cattolico belga (n. 1889)
- 1946 - Richard Ludwig, rugbista a 15 tedesco (n. 1877)
- 1947 - Felice Menghini, presbitero, poeta e scrittore svizzero (n. 1909)
- 1947 - Anton Schall, calciatore e allenatore di calcio austriaco (n. 1907)
- 1947 - Antonio Sciortino, scultore maltese (n. 1879)
- 1947 - Pietro Sitta, politico e economista italiano (n. 1866)
- 1948 - Emilio Almansi, fisico e matematico italiano (n. 1869)
- 1948 - Emmy Ball-Hennings, scrittrice, cabarettista e artista tedesca (n. 1885)
- 1948 - Montague Summers, scrittore britannico (n. 1880)
- 1949 - Homer Burton Adkins, chimico statunitense (n. 1892)
- 1949 - John Haigh, serial killer britannico (n. 1909)
- 1950 - Tadeusz Tomaszewski, politico polacco (n. 1881)
- 1951 - Edgardo Baldi, limnologo italiano (n. 1899)
- 1951 - Hilmar Clausen, attore danese (n. 1888)
- 1951 - Tony Gaudio, direttore della fotografia e regista cinematografico italiano (n. 1883)
- 1951 - Lew Meehan, attore statunitense (n. 1890)
- 1953 - Ludwig Moroder, scultore italiano (n. 1879)
- 1954 - Robert Adair, attore statunitense (n. 1900)
- 1954 - Frederick Humphreys, tiratore di fune e lottatore britannico (n. 1878)
- 1955 - Jane Murfin, sceneggiatrice e commediografa statunitense (n. 1884)
- 1957 - Alessandro Poss, imprenditore e politico italiano (n. 1876)
- 1958 - Rose al Yusuf, attrice e giornalista egiziana (n. 1898)
- 1958 - Dante Fornasir, ingegnere italiano (n. 1882)
- 1959 - Umberto Calosso, giornalista e politico italiano (n. 1895)
- 1959 - Lafe McKee, attore statunitense (n. 1872)
- 1959 - Camillo Zemi, discobolo e martellista italiano (n. 1898)
- 1960 - Michail Romanovič Bakalejnikov, direttore d'orchestra e compositore russo (n. 1890)
- 1960 - Ayşe Sultan, principessa ottomana (n. 1887)
- 1960 - Frank Lloyd, regista, sceneggiatore e produttore cinematografico scozzese (n. 1886)
- 1960 - Oswald Veblen, matematico statunitense (n. 1880)
- 1961 - Géza von Bolváry, regista, sceneggiatore e attore ungherese (n. 1897)
- 1961 - Venanzio Zolla, pittore italiano (n. 1880)
- 1962 - Maximilien Sorre, geografo francese (n. 1880)
- 1963 - Katharine Burdekin, romanziera britannica (n. 1896)
- 1963 - Orus Jones, golfista statunitense (n. 1867)
- 1963 - Estes Kefauver, politico statunitense (n. 1903)
- 1963 - Ernst Wetter, politico svizzero (n. 1877)
- 1964 - Carlo Cossio, animatore e fumettista italiano (n. 1907)
- 1964 - Affonso Eduardo Reidy, architetto brasiliano (n. 1909)
- 1965 - Nicolangelo Carnimeo, generale e magistrato italiano (n. 1887)
- 1965 - Erich Rothacker, filosofo tedesco (n. 1888)
- 1966 - Chuck Dressen, giocatore di football americano, giocatore di baseball e allenatore di baseball statunitense (n. 1894)
- 1966 - Fulvio Palmieri, giornalista, scrittore e sceneggiatore italiano (n. 1903)
- 1966 - Ivano Ricci, presbitero, storico e poeta italiano (n. 1885)
- 1966 - Uco van Wijk, astronomo olandese (n. 1924)
- 1967 - Vittorio Valletta, dirigente d'azienda italiano (n. 1883)
- 1968 - Gabriel Hanot, calciatore e giornalista francese (n. 1889)
- 1968 - Romualdo Rossi, scrittore e giornalista italiano (n. 1877)
- 1968 - Léon Van Gheem, pallanuotista belga (n. 1909)
- 1969 - Leno LaBianca, dirigente d'azienda statunitense (n. 1925)
- 1970 - Nikolaj Ėrdman, drammaturgo e sceneggiatore sovietico (n. 1900)
- 1970 - Zaccaria Giacometti, giurista svizzero (n. 1893)
- 1970 - Tetsu Komai, attore giapponese (n. 1894)
- 1970 - Joe Lapchick, cestista e allenatore di pallacanestro statunitense (n. 1900)
- 1970 - Bernd Alois Zimmermann, compositore tedesco (n. 1918)
- 1971 - Federico Callori di Vignale, cardinale italiano (n. 1890)
- 1971 - Henri Cournollet, giocatore di curling francese (n. 1882)
- 1971 - Paolo Galeazzi, vescovo cattolico italiano (n. 1885)
- 1971 - Carlo Mazzantini, filosofo italiano (n. 1895)
- 1971 - Russell Joseph McVinney, vescovo cattolico statunitense (n. 1898)
- 1972 - John Torstensson, calciatore svedese (n. 1896)
- 1973 - Douglas Kennedy, attore statunitense (n. 1915)
- 1974 - Wallace Reed Brode, chimico statunitense (n. 1900)
- 1974 - Carlo Campogalliani, regista e attore italiano (n. 1885)
- 1974 - José Miró Cardona, diplomatico e politico cubano (n. 1902)
- 1974 - Frei Tito, religioso brasiliano (n. 1945)
- 1974 - Antonio Momplet, regista e sceneggiatore spagnolo (n. 1899)
- 1974 - Albert Parker, regista, sceneggiatore e attore statunitense (n. 1885)
- 1974 - Danny Trainor, calciatore nordirlandese (n. 1944)
- 1975 - Neva Carr Glyn, attrice australiana (n. 1908)
- 1976 - Jimmy Casella, giocatore di poker statunitense (n. 1924)
- 1976 - Ray Corrigan, attore statunitense (n. 1902)
- 1976 - Poul Graae, calciatore danese (n. 1899)
- 1976 - Josef Mattauch, chimico austriaco (n. 1895)
- 1976 - Robert L. May, scrittore statunitense (n. 1905)
- 1976 - Lambert Schaus, politico e diplomatico lussemburghese (n. 1908)
- 1976 - Karl Schmidt-Rottluff, pittore tedesco (n. 1884)
- 1976 - Enrico du Chêne de Vère, calciatore italiano (n. 1888)
- 1977 - Vince Barnett, attore statunitense (n. 1902)
- 1977 - Andrea Di Robilant, sceneggiatore, produttore cinematografico e regista italiano (n. 1899)
- 1977 - Eduard Roschmann, militare austriaco (n. 1908)
- 1979 - Diego Calcagno, poeta, giornalista e sceneggiatore italiano (n. 1901)
- 1979 - Luigi Cavasonza, calciatore italiano (n. 1886)
- 1979 - Dick Foran, attore statunitense (n. 1910)
- 1979 - Walther Gerlach, fisico tedesco (n. 1889)
- 1979 - Régis Lepreux, sollevatore francese (n. 1913)
- 1979 - Ángel León, tiratore a segno spagnolo (n. 1907)
- 1979 - John Joseph Wright, cardinale statunitense (n. 1909)
- 1980 - Gareth Evans, filosofo inglese (n. 1946)
- 1980 - Yahya Khan, generale e politico pakistano (n. 1917)
- 1981 - Josef Hauser, pallanuotista tedesco (n. 1910)
- 1981 - Alan Lascelles, ufficiale inglese (n. 1887)
- 1981 - Dušan Popov, agente segreto serbo (n. 1912)
- 1982 - Giacomo Bertucci, pittore italiano (n. 1903)
- 1982 - Antonio Cunial, vescovo cattolico italiano (n. 1915)
- 1982 - Aldo Gentilini, pittore e scultore italiano (n. 1911)
- 1982 - William Henry, attore statunitense (n. 1914)
- 1982 - John Tiltman, crittografo britannico (n. 1894)
- 1983 - Suzanne Perrottet, ballerina e pedagoga svizzera (n. 1889)
- 1983 - José Baptista Pinheiro de Azevedo, ammiraglio e politico portoghese (n. 1917)
- 1985 - Liliana Grassi, architetta e storica dell'architettura italiana (n. 1923)
- 1985 - Isabella Riva, attrice italiana (n. 1890)
- 1986 - Jacqueline Gadsden, attrice statunitense (n. 1900)
- 1986 - Chuck McKinley, tennista statunitense (n. 1941)
- 1986 - Dobrosława Miodowicz-Wolf, alpinista polacca (n. 1953)
- 1986 - Philippe de Scitivaux, ammiraglio e aviatore francese (n. 1911)
- 1987 - Georgios Athanasiadis-Novas, avvocato e politico greco (n. 1893)
- 1987 - Casey Donovan, attore pornografico statunitense (n. 1943)
- 1987 - Edmund Germer, inventore tedesco (n. 1901)
- 1987 - Uys Krige, scrittore sudafricano (n. 1910)
- 1987 - Patrick Aloysius O'Boyle, cardinale e arcivescovo cattolico statunitense (n. 1896)
- 1987 - Giovanni Poggiali, attore teatrale, drammaturgo e musicista italiano (n. 1946)
- 1987 - Secondo Scarrone, calciatore italiano (n. 1927)
- 1987 - Raquel Torres, attrice messicana (n. 1908)
- 1988 - Arnulfo Arias, politico panamense (n. 1901)
- 1988 - Madre Luisa Arlotti, religiosa, insegnante e partigiana italiana (n. 1904)
- 1988 - Enzo Beneo, ingegnere e geologo italiano (n. 1903)
- 1988 - Paul Lodewijkx, pilota motociclistico olandese (n. 1947)
- 1988 - Guido Mannari, attore italiano (n. 1944)
- 1988 - Aleksander Margiste, cestista estone (n. 1908)
- 1988 - Havzi Nela, poeta albanese (n. 1934)
- 1989 - Pierre Matisse, mercante d'arte, gallerista e collezionista d'arte francese (n. 1900)
- 1989 - Franz Spögler, militare tedesco (n. 1915)
- 1989 - Edward Woods, attore statunitense (n. 1903)
- 1990 - Helmut Lipfert, aviatore tedesco (n. 1916)
- 1990 - Eugenia Elisabetta Ravasio, missionaria e mistica italiana (n. 1907)
- 1990 - Silvana Urroz, tennista cilena (n. 1955)
- 1991 - Ellen Braumüller, giavellottista, discobola e altista tedesca (n. 1910)
- 1991 - Vincenzo Mutolo, medico e politico italiano (n. 1920)
- 1991 - Tadeusz Nowak, scrittore e poeta polacco (n. 1930)
- 1991 - Hans Jakob Polotsky, egittologo, linguista e orientalista israeliano (n. 1905)
- 1992 - Virgilio Carmignani, pittore italiano (n. 1909)
- 1992 - Aribert Heim, medico austriaco (n. 1914)
- 1992 - Paride Romagnoli, lottatore italiano (n. 1909)
- 1993 - Euronymous, chitarrista e produttore discografico norvegese (n. 1968)
- 1993 - Chad Oliver, scrittore statunitense (n. 1928)
- 1993 - Irene Sharaff, costumista statunitense (n. 1910)
- 1994 - Vladimir Melan'in, biatleta sovietico (n. 1933)
- 1995 - Gijs van Aardenne, politico e dirigente d'azienda olandese (n. 1930)
- 1995 - Leo Apostel, filosofo belga (n. 1925)
- 1995 - Denis Chicoine, presbitero statunitense (n. 1937)
- 1995 - Josseline Gaël, attrice francese (n. 1917)
- 1995 - Godefroy-Emile Mpwati, vescovo cattolico della Repubblica del Congo (n. 1928)
- 1995 - Aldo Protti, baritono italiano (n. 1920)
- 1996 - Giuseppe Brighenti, politico, partigiano e sindacalista italiano (n. 1924)
- 1996 - Maria Pucci, politica italiana (n. 1919)
- 1996 - Derek Smith, cestista e allenatore di pallacanestro statunitense (n. 1961)
- 1997 - Antonio Azimonti, calciatore italiano (n. 1925)
- 1997 - Giulio Cattivelli, critico cinematografico e giornalista italiano (n. 1919)
- 1997 - Calogero Di Gloria, politico italiano (n. 1917)
- 1997 - Conlon Nancarrow, compositore statunitense (n. 1912)
- 1998 - Alberto Del Bono, tennista italiano (n. 1906)
- 1998 - Sidney W. Fox, biochimico statunitense (n. 1912)
- 1999 - Giuseppe Delfino, schermidore italiano (n. 1921)
- 1999 - Lenko Grčić, allenatore di calcio e calciatore jugoslavo (n. 1925)
- 1999 - Ernesto Melo Antunes, militare e politico portoghese (n. 1933)
- 2000 - Suzanne Danco, soprano e mezzosoprano belga (n. 1911)
- 2000 - Joan Marsh, attrice statunitense (n. 1913)
- 2000 - Tibor Mezőfi, cestista ungherese (n. 1926)
- 2000 - Rita Trapanese, pattinatrice artistica su ghiaccio italiana (n. 1951)
- 2000 - Livio Zanetti, giornalista italiano (n. 1924)

## XXI secolo(110)
- 2001 - Alberto Beretta, presbitero, medico e missionario italiano (n. 1916)
- 2001 - Lou Boudreau, giocatore di baseball, cestista e dirigente sportivo statunitense (n. 1917)
- 2001 - Elsa Cavelti, cantante lirica svizzera (n. 1907)
- 2001 - Pericle Luigi Giovannetti, fumettista e pittore svizzero (n. 1916)
- 2001 - Gianfranco Miglio, politologo e politico italiano (n. 1918)
- 2001 - Stanislav Iosifovič Rostockij, regista e sceneggiatore russo (n. 1922)
- 2002 - Silvana Fioresi, cantante italiana (n. 1920)
- 2002 - Kristen Nygaard, informatico, matematico e politico norvegese (n. 1926)
- 2002 - René Queyroux, schermidore francese (n. 1927)
- 2002 - Doris Wishman, regista, sceneggiatrice e produttrice cinematografica statunitense (n. 1912)
- 2003 - Cedric Price, architetto inglese (n. 1934)
- 2004 - Jesús Domingo, calciatore spagnolo (n. 1930)
- 2004 - James Stillman Rockefeller, canottiere statunitense (n. 1902)
- 2006 - Milly Corinaldi, attrice italiana (n. 1923)
- 2006 - Brenno Fiumali, illustratore, grafico e fumettista italiano (n. 1933)
- 2006 - Angelo Frammartino, pacifista italiano (n. 1982)
- 2006 - Guido Settembrino, allenatore di calcio italiano (n. 1945)
- 2006 - Reinhold Steinhilb, ciclista su strada e pistard tedesco (n. 1926)
- 2006 - Irving São Paulo, attore e musicista brasiliano (n. 1964)
- 2006 - Piero Zuffi, scenografo italiano (n. 1919)
- 2007 - Irene Morgan, attivista statunitense (n. 1917)
- 2007 - Angelo Morino, scrittore e traduttore italiano (n. 1950)
- 2007 - Paolo Pancheri, psichiatra italiano (n. 1938)
- 2007 - Jean Rédélé, imprenditore e pilota automobilistico francese (n. 1922)
- 2007 - Tony Wilson, giornalista, conduttore radiofonico e conduttore televisivo britannico (n. 1950)
- 2008 - Isaac Hayes, cantante, compositore e attore statunitense (n. 1942)
- 2008 - Rosario Spatola, mafioso e collaboratore di giustizia italiano (n. 1949)
- 2009 - Lazare Gianessi, calciatore francese (n. 1925)
- 2009 - Ede Király, pattinatore artistico su ghiaccio ungherese (n. 1926)
- 2009 - Urpo Korhonen, fondista e scrittore finlandese (n. 1923)
- 2009 - Renzo Sambo, canottiere italiano (n. 1942)
- 2009 - Francisco Valdés, allenatore di calcio e calciatore cileno (n. 1943)
- 2009 - Fernando Vianello, economista italiano (n. 1939)
- 2010 - Benjamín Arce, cestista argentino (n. 1941)
- 2010 - Bruno S., attore, pittore e musicista tedesco (n. 1932)
- 2010 - Brian Clark, calciatore inglese (n. 1943)
- 2010 - Dana Dawson, cantante e attrice statunitense (n. 1974)
- 2010 - Pëtr Nilovič Demičev, politico sovietico (n. 1918)
- 2010 - Augusto Fiorentini, sollevatore italiano (n. 1929)
- 2010 - Leo Pinto, hockeista su prato indiano (n. 1914)
- 2010 - Armando Robles Godoy, regista e sceneggiatore peruviano (n. 1923)
- 2010 - David L. Wolper, produttore televisivo e produttore cinematografico statunitense (n. 1928)
- 2011 - John Bree, scrittore di fantascienza italiano (n. 1935)
- 2011 - Francisco Bullrich, architetto e pittore argentino (n. 1929)
- 2011 - Oldřich Machač, hockeista su ghiaccio ceco (n. 1946)
- 2012 - Philippe Bugalski, pilota di rally francese (n. 1963)
- 2012 - Madeleine Leininger, infermiera statunitense (n. 1925)
- 2012 - Sandro Negri, pittore italiano (n. 1940)
- 2012 - Carlo Rambaldi, effettista e artista italiano (n. 1925)
- 2013 - Eyvind Clausen, calciatore danese (n. 1939)
- 2013 - László Csatáry, ungherese (n. 1915)
- 2013 - Eydie Gormé, cantante statunitense (n. 1928)
- 2013 - Haji, attrice canadese (n. 1946)
- 2013 - Kim Jae-ung, allenatore di pallacanestro sudcoreano
- 2014 - Fatima Zohra del Marocco, principessa marocchina (n. 1929)
- 2014 - Kathleen Ollerenshaw, matematica e politica britannica (n. 1912)
- 2014 - Bruno Seraglia, generale e aviatore italiano (n. 1921)
- 2015 - Endre Czeizel, genetista e medico ungherese (n. 1935)
- 2015 - Juan José Enríquez Gómez, calciatore e allenatore di calcio spagnolo (n. 1950)
- 2015 - Fernando Fusco, fumettista e pittore italiano (n. 1929)
- 2015 - Cleo Hill, cestista statunitense (n. 1938)
- 2015 - Adalbert Leitner, sciatore alpino austriaco (n. 1942)
- 2015 - Knut Osnes, allenatore di calcio e calciatore norvegese (n. 1922)
- 2017 - Luciano Guerzoni, politico italiano (n. 1935)
- 2017 - Ruth Pfau, medico e religiosa tedesca (n. 1929)
- 2017 - Gianna Spagnulo, cantante italiana (n. 1940)
- 2018 - Cesare De Michelis, critico letterario e editore italiano (n. 1943)
- 2018 - Árpád Fazekas, calciatore ungherese (n. 1930)
- 2018 - László Fábián, canoista ungherese (n. 1936)
- 2018 - Antonio Uliana, ciclista su strada italiano (n. 1931)
- 2019 - Jeffrey Epstein, imprenditore e criminale statunitense (n. 1953)
- 2019 - Chicho Sibilio, cestista e allenatore di pallacanestro dominicano (n. 1958)
- 2019 - Piero Tosi, costumista italiano (n. 1927)
- 2020 - Silvana Bosi, attrice e regista teatrale italiana (n. 1934)
- 2020 - Imre Farkas, canoista ungherese (n. 1935)
- 2020 - Vladimir Popović, allenatore di calcio e calciatore jugoslavo (n. 1935)
- 2021 - Marco Carnà, pittore, scultore e disegnatore italiano (n. 1929)
- 2021 - Tony Esposito, hockeista su ghiaccio e dirigente sportivo canadese (n. 1943)
- 2021 - Maki Kaji, imprenditore giapponese (n. 1951)
- 2021 - Giorgio Lopez, attore, doppiatore e direttore del doppiaggio italiano (n. 1947)
- 2021 - Eduardo Martínez Somalo, cardinale e arcivescovo cattolico spagnolo (n. 1927)
- 2021 - Victoria Paris, attrice pornografica statunitense (n. 1960)
- 2021 - Dilys Watling, attrice e cantante inglese (n. 1943)
- 2021 - Peter Whittle, matematico e statistico neozelandese (n. 1927)
- 2022 - Roberto Barontini, politico italiano (n. 1934)
- 2022 - Fernando Chalana, calciatore e allenatore di calcio portoghese (n. 1959)
- 2022 - Kiril Dojčinovski, calciatore e allenatore di calcio macedone (n. 1943)
- 2022 - Romano Fanali, pugile italiano (n. 1942)
- 2022 - Vesa-Matti Loiri, cantante e attore finlandese (n. 1945)
- 2022 - Lydia de Vega, velocista filippina (n. 1964)
- 2023 - Cesare Cipollini, ciclista su strada italiano (n. 1958)
- 2023 - Henry Dickerson, cestista e allenatore di pallacanestro statunitense (n. 1951)
- 2023 - Alec Jackson, calciatore inglese (n. 1937)
- 2023 - Antonella Lualdi, attrice e cantante italiana (n. 1931)
- 2023 - Michela Murgia, scrittrice, drammaturga e conduttrice televisiva italiana (n. 1972)
- 2023 - Aleksandr Stepanovič Viktorenko, cosmonauta sovietico (n. 1947)
- 2024 - Celestina Casapietra, soprano italiano (n. 1939)
- 2024 - Armando Cavaliere, attore italiano (n. 1943)
- 2024 - Peter Downsbrough, artista statunitense (n. 1940)
- 2024 - İlker Esel, cestista turco (n. 1941)
- 2024 - Bruno Frison, hockeista su ghiaccio italiano (n. 1936)
- 2024 - Rudolf Jelínek, attore e doppiatore ceco (n. 1935)
- 2024 - Tuire Kayapó, attivista brasiliana (n. 1970)
- 2024 - Liam Munroe, calciatore irlandese (n. 1933)
- 2024 - Galina Zybina, pesista, giavellottista e discobola sovietica (n. 1931)
- 2025 - Gianni Bergamelli, pittore italiano (n. 1930)
- 2025 - Liberato Esposito, arbitro di calcio italiano (n. 1946)
- 2025 - Kunishige Kamamoto, calciatore, allenatore di calcio e politico giapponese (n. 1944)
- 2025 - Paola Mauriello, cestista e allenatrice di pallacanestro italiana (n. 1981)
- 2025 - Bobby Whitlock, musicista e cantautore statunitense (n. 1948)

## Senza anno specificato(1)
- Graziano, giurista italiano